# 平野元
平野 元（ひらの げん、1912年8月13日 - 
没年不詳）は、日本の男性俳優。

## 出演作品

### テレビドラマ
- NHK大河ドラマ
  - 元禄太平記（近江屋清右衛門）
  - 風と雲と虹と（老僧、征東軍武将）
  - 黄金の日日（三好長逸）
  - 獅子の時代（百姓の父）
  - おんな太閤記（住職）
  - 峠の群像（茶坊主）
  - 山河燃ゆ（鈴木貫太郎、渡辺錠太郎、岡敬純　※三役）
  - 春の波涛（座元）
  - いのち（治助の家族）
- 明治の群像 海に火輪を「星亨」（大浦兼武）
- 白い巨塔（バー「シロー」の常連客）
- 太陽にほえろ!
- 女殺油地獄
- 金曜ファミリーワイド「松本清張の地の骨」
- 宮本武蔵（幸作）
- すみれさんが行く（老人）
- 詩城の旅びと　第1・5話出演
- びんた

### 映画
- 四つの乳房
- 夜のいたずら（大山耕蔵）
- 狙われた肌
- 泣き濡れた処女（遠山）
- ダブル処女
- 恍惚の夜
- 女の責め
- 手さぐり
- 悪道庵十年
- 好色マンション（秘）室
- 女湯物語
- 初夜の条件
- 後家部落

### 吹き替え
- サンダーバード（ブロン将軍）